# Tảo Dương
Tảo Dương (chữ Hán giản thể:枣阳市) là một thành phố cấp huyện thuộc địa cấp thị Tương Dương, tỉnh Hồ Bắc, Cộng hòa Nhân dân Trung Hoa. Thành phố Tảo Dương đã được thành lập từ thời nhà Tần. Thành phố này có diện tích 3277 ki-lô-mét vuông, dân số năm 1999 là 1.096.663 người. Mã số bưu chính là 441200. Ở đây có di chỉ Điều Long Bài và quần thể mộ Cửu Liên Đồng.